# Distretto di Luyang
Il distretto di Luyang (庐阳区S, Lúyáng QūP) è un distretto della Cina, situata nella provincia dell'Anhui.